# Муза (вірш)
«Муза» — вірш Тараса Шевченка, що входить до ліричного циклу «Доля», «Муза», «Слава» 1858 року, у якому автор створив універсальну формулу покликання поета і суті поезії.

## Історія створення і публікації
Зберіглося декілька чистових автографів вірша: у щоденнику Шевченка — запис від 9 лютого 1858 року; у листі до М. С. Щепкіна від 10 лютого 1858 року; у листі до М. М. Лазаревського від 22 лютого 1858 року; у «Більшій книжці».
Дата у «Більшій книжці» до циклу «Доля», «Муза», «Слава»: «1858. Нижній Новгород». Датується за часом запису твору до щоденника Шевченка: 9 лютого 1858 року, Нижній Новгород.
Найраніший відомий текст — автограф у щоденнику поета, переписаний з невідомого автографа. 10 лютого поет переписав цей текст з виправленнями до листа М. С. Щепкіну, 22 лютого — до листа М. М. Лазаревському.
У 1858 році, не раніше 18 березня й не пізніше 22 листопада, Шевченко переписав твір з кількома новими виправленнями до «Більшої книжки», текст якої остаточний.
Вперше надруковано в журналі «Основа» 1862 року за текстом щоденника Шевченка.
До збірки творів вперше введено у виданні: «Кобзарь Тараса Шевченка / Коштом Д. Е. Кожанчикова» 1867 року за «Більшою книжкою»; у рядку 8 помилково замість «співала» — «сповивала».
Твір поширювався у списках з рукописних і друкованих джерел. За «Більшою книжкою» виконано рукописну копію П. О. Куліша; за текстом першодруку — у переписаному Д. Демченком «Кобзарі» 1865 року; за автографом листа до М. М. Лазаревського від 22 лютого 1858 року — у збірці «Сочинения Т. Шевченка» 1862 року. Список невідомою рукою без назви й дати містить різночитання нез'ясованого походження:
Назва: До Музи
Ти, Музо, діво молодая! (2)
І тут не кидай! — положи (37)
Раніше, ніж першодрук оригіналу, з'явився переклад вірша, виконаний поетом М. С. Курочкіним на прохання автора.

## Ідейно-тематичний зміст
У центральному вірші триптиха Шевченко розкриває, чим була в його житті поезія — покликанням, долею і славою («Моя порадонько святая! // Моя ти доле молодая!»). Раніше в Шевченка персоніфікований образ творчості, поетичного натхнення реалізувався в образах «зорі», «думи пречистої», («Невольник», «Княжна», «Марина»), «дум» («Думи мої, думи мої» та інші). У вступі до поеми «Царі» («Старенька сестро Аполлона») образ музи має бурлескно-іронічний характер. У «Музі» вперше створено ліричний образ музи, який безпосередньо передує образові музи у вірші «Чи не покинуть нам, небого». Муза тут не посестра, а божествена покровителька; вона не веде за руку, а пеленає, колихає і «чари діє» «на могилі серед поля», що є центральним топосом Шевченкової поезії: «могила» як запечатана скарбниця національної пам'яті, «поле» — як простір історичної долі.
«... вранці 9 лютого протягом кількох годин у піднесенні... написав натхненний триптих „Доля“, „Муза“ і „Слава“, і не дурно в ньому „Муза“ стояла посередині: вона була і його долею, і його славою. День цей був великим днем у його житті — це був день пророчо-творчого самопрозріння. Кликав свою долю-музу,... Радів, що вона „Із казарми нечистої // Чистою, святою // Пташечкою вилетіла...“ і в формі звернутої до музи просьби — „Витай зо мною, і учи, 
// Учи неложними устами // Сказати правду! Поможи // Молитву діяти до краю!“ — відкривав і своє творче покликання, і релігійну природу своїх творчих емоцій» — Павло Зайцев